# Religia aztecă
Religia aztecilor se baza pe sacrificii umane. Exploatarea imperială nu se limita la bunuri materiale valoroase ci un scop important al acesteia era furnizarea de victime pentru ritualul sacrificial. Acesta era central în ideologia aztecă.

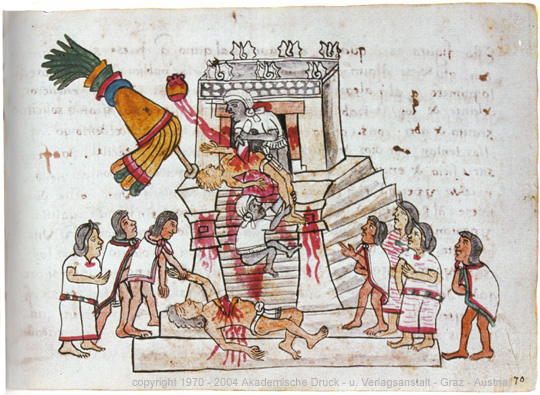
Sacrificiu uman la azteci, Codex Magliabechiano

## Ideologia aztecă
Aztecii credeau că zeul Huitzilopochtli, care era zeul Soarelui, cerea sânge uman pentru a se ridica în fiecare zi pe cer și că responsabilitatea lor era să îi dăruiască acestui zeu victime. 
Principalii candidați erau prizonierii de război. Aztecii puteau porni războaie numai pentru acest scop, de exemplu cu dușmanii lor tradiționali, tlaxcala. În timpul unor festivități importante mii de victime puteau pieri.

## Ritualul de sacrificiu
Cel ales pentru a fi sacrificat era dus pe scările templului până în vârf unde era aruncat cu fața în sus pe o piatră, cu mâinile și picioarele legate în timp ce preotul îi scotea inima. I se tăia apoi capul, membrele erau distribuite pentru a fi mâncate iar restului corpului i se dădea drumul pe scările templului. Zeului ploii Tlaloc i se sacrificau copii mici care se spune, era încântat de lacrimile lor.
Existau și victime care se alegeau ca dublură sau locțiitor al unui zeu și apoi erau sacrificați. Puternicul zeu Tezcatlipoca avea un ritual special: în fiecare an se alegea un bărbat tânăr atrăgător care urma să fie încarnarea acelui zeu pentru un an. În timpul acestui an tânărul era tratat cu mult respect de către întreaga comunitate, se îmbrăca precum reprezentarea zeului, cânta la flaut și se plimba prin oraș. Cu o lună înainte de sfârșitul misiunii sale i se dăruiau patru soții. Cu douăzeci de zile înainte de ritualul final era îmbrăcat precum un luptator și pentru câteva zile devenea conducătorul orașului. Apoi era sacrificat.

## Efectele religiei aztece
Nici un alt popor mezoamerican nu practica sacrificiul uman cu o asemenea amploare precum aztecii. Acesta avea caracter spiritual, dar în ceea ce privește efectul asupra populației era intimidant și înăbușea rebeliunile. Dar sacrificiul uman și povara tributului au fost de asemenea sursa nemulțumirii și a fricii care au determinat pe dusmanii aztecilor sa treaca de partea lui Hernan Cortes când a pornit lupta împotriva imperiului aztec.